# Florin Lucian Petcu
Florin Lucian Petcu (n. 3 februarie 1976) este un jucător de fotbal român care a evoluat la clubul FCM Bacău.

## Legături externe
- Florin Lucian Petcu la romaniansoccer.ro